# Chas Chandler
Bryan James "Chas" Chandler, född 18 december 1938 i Newcastle upon Tyne, död 17 juli 1996 i Newcastle upon Tyne, var en brittisk musiker, musikproducent och manager.
Chandler började sin karriär som basist i The Animals. När The Animals splittrades blev han manager för The Jimi Hendrix Experience och han producerade också deras två första skivor. Senare blev han manager och producent för gruppen Slade.
Han träffade Jimi Hendrix i New York som kompmusiker.